# TJ Dynamo Nelahozeves
TJ Dynamo Nelahozeves je český fotbalový klub, hrající sedmou nejvyšší českou soutěž s názvem I. B třída Středočeského kraje. Fotbalový klub byl založen v roce 1930 pod názvem AFK Hleďsebe-Podhořany. Fotbalové hřiště bylo vybudováno na místě bývalé ovocné zahrady jako společné hřiště vznikajícího fotbalového klubu a Sokola. Při budování hřiště ve 30. letech 20. století se sportovci snažili vyrovnat původně velmi svažitý terén, přesto je hřiště dodnes v podélné ose mírně svažité.
V roce 1948 klub získal název TJ Dynamo Nelahozeves, který používá dodnes.
V současné době (2014) působí v rámci fotbalového oddílu čtyři týmy – muži (krajská 1.B třída), dorost (okresní přebor), starší a mladší přípravka.

## Historie

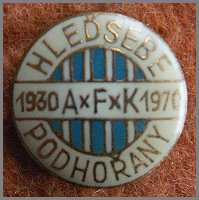
AFK Hleďsebe-Podhořany

V Nelahozevsi vedle sebe fungují dva samostatné fotbalové kluby, což je vzácnost a unikát. Mnoho takových případů v Česku nenajdeme. Dnešní Dynamo bylo v roce 1930 založeno jako AFK Hleďsebe-Podhořany, tyto části dnešní obce však v té době k Nelahozevsi ještě nepatřily, takže se vlastně původně o Nelahozevský klub vůbec nejednalo.

### Založení
Historie mnoha fotbalových oddílů se začala psát v hospodě, kde se pár nadšenců sešlo u piva a kde se zrodil ten geniální nápad - založit vlastní fotbalový tým. Podobným způsobem se v hospodě "U Stolzů" (dnes "U Hrušků") narodil i zmíněný sportovní klub AFK Hleďsebe-Podhořany.Jenže první velký problém se objevil ještě dříve, než stačil kdokoliv kopnout do míče. Ono totiž nebylo kde. Sám pan hostinský z oné hospody Antonín Stolz společně s Arnoštem Rupprichem zkoušeli pronajmout polnosti mezi bývalou kovárnou a stanicí dráhy a pak také pole za továrnou Popek, jenže vlastníci těchto nemovitostí nechtěli o fotbalovém hřišti na jejich zemědělsky využívané půdě ani slyšet.
Ale Protože touha po fotbale byla obrovská, zmínění pánové flintu do žita neházeli. Mezi dráhou a budovou sálu restaurace se nacházela ovocná zahrada, na které však během tuhé zimy v roce 1929 většina stromů vymrzla. Její majitel se proto nebránil návrhu na výměnu parcel. On sportovcům přenechal znehodnocený sad, za což na oplátku dostal tehdejší letní sokolské cvičiště. Smlouvou bylo ochráněno, že jakmile bude mrazem zničená zahrada přeměněna v hřiště, bude tato plocha k dispozici i sokolu.

### Zrození hřiště

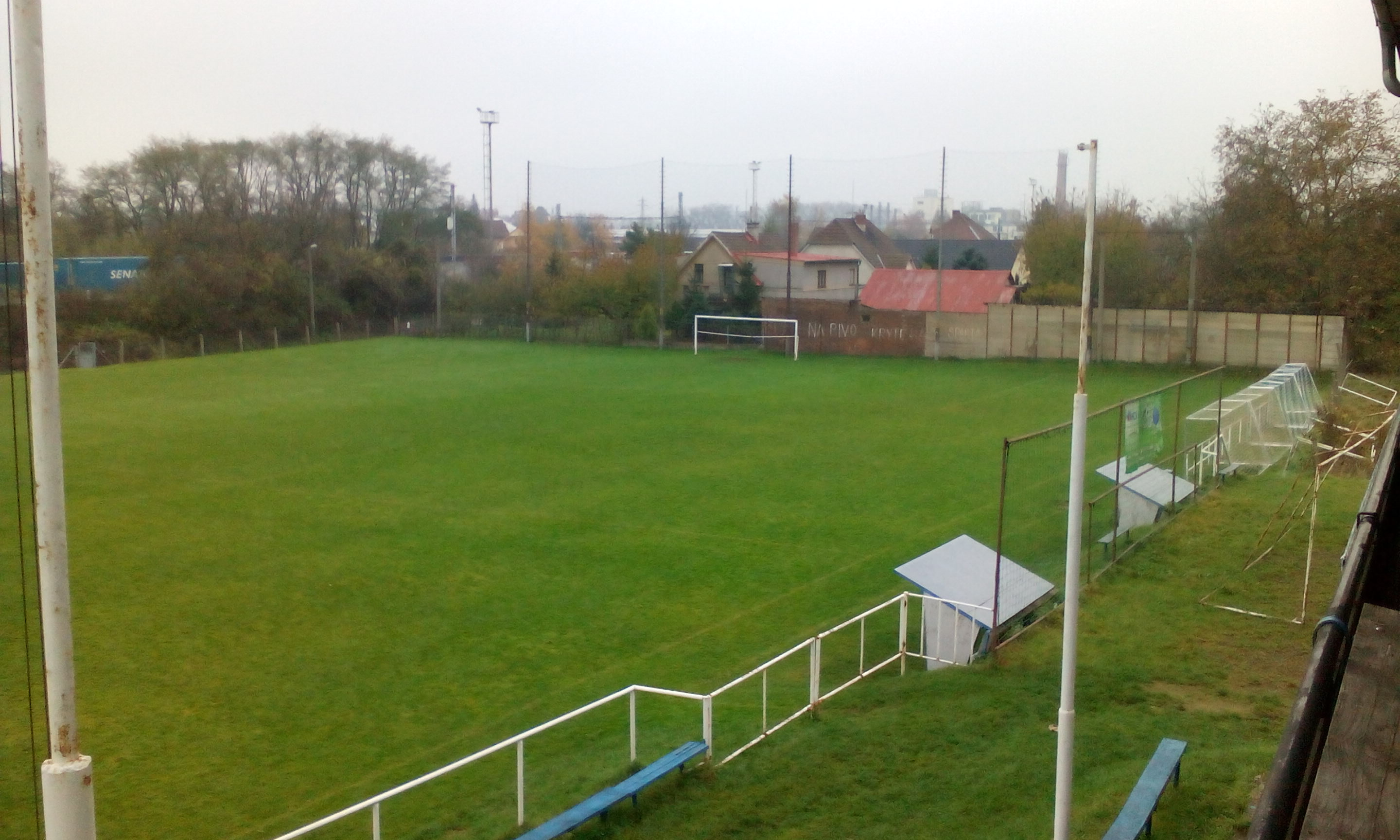
Hřiště TJ Dynamo Nelahozeves 11/2014

Ovocný sad se od fotbalového hřiště liší v jedné zásadní věci - rostou na něm stromy. Členové vznikajícího fotbalového oddílu tak museli nejprve vykopat více než čtyřicet polosuchých stromů. Tím však tvrdá práce neskončila. Když byly stromy pryč, projevil se v plné nahotě sklon terénu, který se výrazně svažoval směrem od dráhy k sálu. Před natěšenými fotbalisty tak stál další úkol - pokusit se terén vyrovnat alespoň tak, aby jim na trávníku neutíkal míč od nohy. I to se celkem podařilo. Hřiště je však dodnes mírně svažité. Fotbalisté však ještě neměli vyhráno. Bylo potřeba dalšího jednání s majitelem sousední parcely, aby mohlo být hřiště rozšířeno a splňovalo všechny potřebné regule. Cesta k fotbalovému hřišti Dynama byla obtížnější, než by se mohlo na první pohled zdát.

### Finanční prostředky
Když už konečně měli fotbalisté AFK kde hrát, scházela jim jiná věc. Peníze. Členské příspěvky ani tržby za vstupenky rozpočet nepokryly, a tak museli činovníci nalézt jiné řešení. Založili ochotnické divadlo. v počátcích se herci-fotbalisté vypůjčovali kulisy od Sokola, ale později měl klub i své vlastní. Divadelníci dokonce v roce 1942 nastudovali Lehárovu operetu Paganini, která se dočkala deseti vyprodaných repríz.

### První výbor
Při pohledu do historie klubu nesmíme zapomenout na ty, kteří se nejvíce zasloužili o fungování oddílu v době jeho zrodu. První výbor tvořil předseda A.Ruppricht, jeho zástupce A.Husák, jednatelé A.Žambůrek st. a A.Trojan, správce J.Prejza, dále pak A.Mašek, V.Černý a další.

## Sportovní historie
Od roku 1936 do 1945 figurovalo mužstvo ve II.třídě, kterou opustilo až poté, co někteří hráči odešli do pohraničí. V roce 1948 došlo ke změně názvu na dnešní podobu - TJ Dynamo Nelahozeves. Dynamo se v dalších letech pohybovalo v nejnižších fotbalových soutěžích. V roce 1976 byl J.Pěničkou a A.Ovsenákovou ve spolupráci s M.Šnýdrem st. a ml. a V.Uhrem st. a ml. založen oddíl stolního tenisu, který funguje dodnes.
Fotbalisté však stále výraznějších úspěchů nedosahovali. V létech 1977-1980 proběhla výstavba nových kabin, na Dynamu se však stále hrála jen III.třída. V sezóně 1991-92 se Dynamo vyhouplo do okresního přeboru, udrželo se v něm ale jen jediný ročník. Opětovný sestup se proměnil v hlubokou krizi, která vyvrcholila až pádem do nejspodnější fotbalové soutěže. Obrat k lepšímu přišel v roce 1997. mužstvo se probojovalo zpět do III.třídy a ujal se ho trenér Antonín Šimek. V roce 1999 se tu už hrál okresní přebor a Dynamo se stalo vítězem okresního kola Českého poháru.
Další roky jsou pak do historie Dynama zapsány zlatým písmem. Mužstvo se dokázalo z okresních soutěží posunout do těch krajských, a dokonce si zahrálo jednu sezónu v krajském přeboru. V současné době je prezidentem klubu Jiří Kratochvíl a mužstvo trenéra Kaplana bojuje v I.B třídě Středočeského kraje.